# Ibrahim Maïga
Ibrahim Maïga, född 12 mars 1999, är en burkinsk taekwondoutövare. 

## Karriär
I juli 2022 tog Maïga silver i 68 kg-klassen vid afrikanska mästerskapen i Kigali efter en finalförlust mot ivorianske Aaron Kobenan. I maj 2023 tävlade Maïga i 68 kg-klassen vid VM i Baku, där han blev utslagen i sextondelsfinalen av svenske Ali Alian.
I februari 2024 vid den afrikanska OS-kvalturneringen i Dakar kvalificerade Maïga sig i 68 kg-klassen till olympiska sommarspelen 2024 i Paris. Följande månad tog han brons i 68 kg-klassen vid afrikanska spelen i Accra.